# Karmin
Karmin este o formație pop americană ce constă din Amy Renee Heidemann (n. 29 aprilie 1986) și  Nicholas Louis "Nick" Noonan (n. 27 aprilie 1986). Ei sunt mai mult cunoscuți pentru piesa lor "Brokenhearted," care a ajuns în top 20 în Statele Unite, și în top 10 în Noua Zeelandă, Australia și Marea Britanie, și pentru piesa "Hello", care a ajuns pe poziția 1 în Dance Billboard Chart în SUA.

## Discografie

### Albume de studio
| Titlu      | Detalii album                                                                  | Poziția de top | Poziția de top | Vânzări |
| Titlu      | Detalii album                                                                  | US             | CAN            | Vânzări |
| ---------- | ------------------------------------------------------------------------------ | -------------- | -------------- | ------- |
| Pulses     | - Lansare: 25 martie 2014 - Label: Epic - Formate: digital download            | —              | —              |         |
| Leo Rising | - Lansare: 2016 - Label: RED Associated Labels - Formate: CD, digital download |                |                |         |

### EP-uri
| Titlu                | Detalii album                                                                | Poziția de top | Poziția de top      | Vânzări     |
| Titlu                | Detalii album                                                                | US             | CAN [nefuncțională] | Vânzări     |
| -------------------- | ---------------------------------------------------------------------------- | -------------- | ------------------- | ----------- |
| Inside Out           | - Lansare: 10 mai 2010 - Label: P.I.C. - Formate: EP, descărcare digitală    | -              | 86                  |             |
| The Winslow Sessions | - Lansare: 16 februarie 2011 - Label: P.I.C. - Formate: EP, digital download | -              | 100                 |             |
| Hello                | - Lansare: 4 mai 2012 - Label: Epic - Formate: EP, digital download          | 18             | 10                  | US: 19,000+ |

### Alte albume
| Titlu                 | Detalii                                                                                          |
| --------------------- | ------------------------------------------------------------------------------------------------ |
| Karmin Covers, Vol. 1 | - Lansare: 24 mai 2011 - Label: Karmin Music/The Complex Music Group - Formate: digital download |

### Single-uri
| An                                                        | Single                            | Poziția de top | Poziția de top | Poziția de top | Poziția de top | Poziția de top | Poziția de top | Poziția de top | Poziția de top | Poziția de top | Certificări                                                      | Album  |
| An                                                        | Single                            | US             | US Dance       | US Pop         | AUS            | BEL (Vl)       | CAN            | IRL            | NZ             | UK             | Certificări                                                      | Album  |
| --------------------------------------------------------- | --------------------------------- | -------------- | -------------- | -------------- | -------------- | -------------- | -------------- | -------------- | -------------- | -------------- | ---------------------------------------------------------------- | ------ |
| 2011                                                      | "Crash Your Party"                | —              | —              | 36             | —              | —              | —              | —              | —              | —              |                                                                  | N/A    |
| 2012                                                      | "Brokenhearted"                   | 16             | 1              | 10             | 9              | 61             | 19             | 40             | 5              | 6              | - US: Platinum - AUS: 2x Platinum - CAN: Platinum - NZ: Platinum | Hello  |
| 2012                                                      | "Hello"                           | 62             | 1              | 16             | 72             | —              | 72             | —              | 21             | —              |                                                                  | Hello  |
| 2013                                                      | "Acapella"                        | 72             | —              | 34             | 4              | —              | 64             | —              | 9              | —              | - AUS: 3x Platinum - NZ: Gold                                    | Pulses |
| 2014                                                      | "I Want It All"                   | —              | —              | —              | —              | —              | —              | —              | —              | —              |                                                                  | Pulses |
| 2014                                                      | "Sugar"                           |                |                |                |                |                |                |                |                |                |                                                                  |        |
| 2014                                                      | "Yesterday"                       |                |                |                |                |                |                |                |                |                |                                                                  |        |
| 2015                                                      | "Along the Road"                  |                |                |                |                |                |                |                |                |                |                                                                  |        |
| 2015                                                      | "Didn't Know You"                 |                |                |                |                |                |                |                |                |                |                                                                  |        |
| 2016                                                      | "Come with Me (Pure Imagination)" |                |                |                |                |                |                |                |                |                |                                                                  |        |
| 2016                                                      | "Blame It on My Heart"            |                |                |                |                |                |                |                |                |                |                                                                  |        |
| "—" denotes single that did not chart or was not released |                                   |                |                |                |                |                |                |                |                |                |                                                                  |        |

## Premii și nominalizări
| An   | Lucrare nominalizată | premiu                     | Categoria             | Rezultat     |
| ---- | -------------------- | -------------------------- | --------------------- | ------------ |
| 2011 | Karmin               | American Music Award       | New Media Honoree     | Câștigat     |
| 2012 | Karmin               | MTV O Music Awards         | Web Born Star         | Câștigat     |
| 2012 | Karmin               | Teen Choice Awards         | Breakout Group        | Nominalizare |
| 2012 | Karmin               | Teen Choice Awards         | Web Star              | Nominalizare |
| 2012 | Karmin               | PopRepublic It List Awards | Breakthrough Artist   | Câștigat     |
| 2012 | Karmin               | PopRepublic It List Awards | Best Intl Group       | Nominalizare |
| 2012 | "Brokenhearted"      | PopRepublic It List Awards | Best Single           | Câștigat     |
| 2012 | "Hello"              | PopRepublic It List Awards | Best Album            | Nominalizare |
| 2014 | Karmin               | World Music Awards         | World's Best Group    | În așteptare |
| 2014 | Karmin               | World Music Awards         | World's Best Live Act | În așteptare |
| 2014 | "Acapella"           | World Music Awards         | World's Best Song     | În așteptare |
| 2014 | "Acapella"           | World Music Awards         | World's Best Video    | În așteptare |